# Stefan Izdebski
Stefan Izdebski (ur. 17 lutego 1949 w Wąwolnicy) – polski rzemieślnik, działacz opozycji w okresie PRL, sygnatariusz gdańskich porozumień sierpniowych.
Studiował na Wydziale Ekonomiki Transportu Uniwersytetu Gdańskiego. Od 1975 do 1980 był pracownikiem gdyńskiego Przedsiębiorstwa Gospodarki Mieszkaniowej, następnie został dokerem w Zarządzie Portu Gdynia. W sierpniu 1980 brał udział w strajku w swoim zakładzie pracy jako członek zakładowego komitetu strajkowego. Został delegatem i członkiem prezydium uformowanego w Stoczni Gdańskiej Międzyzakładowego Komitetu Strajkowego. Po podpisaniu porozumień sierpniowych nie angażował się w działalność związkową, przez rok pracował w zakładzie rzemieślniczym. W latach 1981–1984 przebywał na emigracji, po powrocie do Polski ponownie był zatrudniony w zakładzie rzemieślniczym, a po 1989 zajął się prowadzeniem własnej działalności gospodarczej.
Odznaczony Krzyżem Oficerskim Orderu Odrodzenia Polski (2006). Wyróżniony tytułem honorowego obywatela Gdańska (2000).